# Jörg Haider
Jörg Haider (Bad Goisern am Hallstättersee, 26 gennaio 1950 – Köttmannsdorf, 11 ottobre 2008) è stato un politico austriaco, fondatore della BZÖ (Alleanza per il Futuro dell'Austria) e già leader del partito conservatore FPÖ (Partito della Libertà d'Austria), che guidò a quello che all'epoca fu il miglior risultato di sempre, col terzo posto alle elezioni parlamentari del 1999.

## Biografia

### Gli anni giovanili
Nacque il 26 gennaio 1950 a Bad Goisern am Hallstättersee. Il padre fu un funzionario del Terzo Reich. Haider s'iscrisse al Partito della Libertà Austriaco (FPÖ) ancor prima di laurearsi in diritto. Divenne portavoce del movimento dei giovani liberali nel 1971 e mantenne la carica fino al 1977. Dopo la laurea, nel 1973, iniziò il servizio di leva nell'esercito austriaco, che prolungò volontariamente di 3 mesi (invece dei nove mesi obbligatori, ne svolse 12). Nel 1974 iniziò a lavorare presso l'Università di Vienna, presso il Dipartimento di Diritto Costituzionale.

### Carriera politica

#### L'ascesa all'interno dell'FPÖ
Grazie al suo carisma, Haider fu dal 1977 al 1983 segretario e presidente della sezione carinziana del FPÖ e dal 1986 al 2000 segretario nazionale dello stesso movimento. Il partito, durante la sua segreteria abbandonò i principi tipici d'un partito liberale e aderì ad una sorta di populismo nazionalista.
Il punto decisivo della sua carriera si concretizzò nel settembre 1986: al congresso di Innsbruck del FPÖ - nelle votazioni per la dirigenza del partito - sconfisse il vice cancelliere austriaco Norbert Steger. Molti delegati temevano infatti che le posizioni politiche liberali di Steger, nonché la sua alleanza con i social-democratici, potessero minacciare l'identità e l'esistenza del partito.
A causa di un articolo negazionista dell'olocausto - per cui Haider comunque licenziò il giovane redattore e ne prese le distanze - pubblicato sulla rivista giovanile del FPO, fu aperto un procedimento disciplinare nell'Internazionale Liberale. Il presidente Giovanni Malagodi, leader del Partito Liberale Italiano, ebbe un colloquio a Firenze con Haider, in cui gli chiese conto di alcune scelte politiche: oltre all'articolo, Malagodi contestò lo svolgimento di un congresso a Braunau am Inn, paese natale di Adolf Hitler. Haider precisò che la scelta del luogo era dovuta ai costi molto bassi per gli alberghi dei congressisti, e non era un omaggio a Hitler e al nazismo. Alla fine, su proposta di Malagodi stesso, il partito fu comunque espulso dal gruppo.

#### Governatore della Carinzia, aumento dei consensi e polemiche
Nel 1989 Haider fu eletto governatore della Carinzia, ma due anni dopo fu costretto alle dimissioni per aver elogiato pubblicamente la politica socio-economica di Adolf Hitler. In un discorso al Parlamento della Carinzia, rivolto ai socialisti e ai popolari, Haider affermò: "No, questo nel Terzo Reich non sarebbe successo, perché durante il Terzo Reich si adottò una politica del lavoro efficace, cosa che il vostro governo a Vienna non è mai riuscito a fare. Questo andrebbe detto una buona volta".
Nonostante questo, egli riuscì ad attirare le simpatia di una nutrita parte della popolazione austriaca, che si sentivano delusi, o peggio ancora traditi dal perdurare equilibrio di gestione della politica austriaca determinato dall'ÖVP (Partito Popolare Austriaco) e l'SPÖ (Partito Socialdemocratico Austriaco). Nel 1999 fu rieletto presidente della Carinzia, e nelle elezioni politiche dello stesso anno ottenne il 26% dei voti.
Nel 2000 fu dichiarato persona non grata da Israele.
Cominciò allora un periodo di collaborazione governativa tra l'ÖVP e l'FPÖ: tale accordo, seppur inviso all'Unione europea, perdurò fino al 2002, quando Haider ritirò la fiducia al governo guidato dal popolare Wolfgang Schüssel.
Dopo la sconfitta del suo partito alle elezioni parlamentari del 2002 (alle quali ottenne solo il 10,2 % dei voti) Haider, che aveva lasciato la presidenza dell'FPÖ a Susanne Riess-Passer già da due anni, si ritirò dalla politica nazionale. Il successo ottenuto in Francia da Jean-Marie Le Pen lo convinse però a ricandidarsi: nelle elezioni del marzo 2004 riuscì a ottenere il 42,5 % dei voti in Carinzia, venendo rieletto governatore della regione.

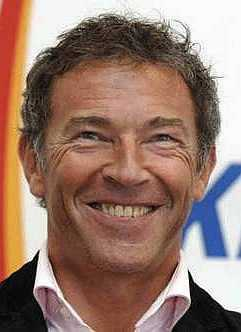
Haider nel 2006, ad un congresso dell'FPÖ.

Haider respinse sempre le accuse di antisemitismo, neonazismo e islamofobia (era amico personale di Saif al-Islam Gheddafi e ammirava la cultura islamica), anche se mostrò una forte avversione per il fondamentalismo e la costruzione di minareti in Carinzia.
Haider si pronunciò nel 2003 contro la guerra in Iraq, e apparve in pubblico con una spilla arcobaleno, raffigurante la bandiera della pace, appuntata al bavero, per protestare contro l'invasione da parte degli Stati Uniti.

#### L'abbandono dell'FPÖ e la fondazione del BZÖ
In seguito alle oscillazioni del consenso elettorale, l'FPÖ, di cui la sorella di Haider, Ursula Haubner, era diventata presidente, fu attraversato da tensioni interne. Haider entrò in contrasto con il suo delfino Heinz-Christian Strache ed uscì dal partito sostenendo che la sua linea si era spostata su posizioni troppo estremiste.
Il 4 aprile 2005 Haider fondò, insieme ad altri membri dell'FPÖ (tra cui, in particolare, la sorella ed il vice cancelliere Hubert Gorbach), un nuovo partito chiamato Bündnis Zukunft Österreich (BZÖ, Alleanza per il Futuro dell'Austria), diventandone segretario. Questo produsse l'effetto di scindere la FPÖ in due.
Il 7 aprile 2005 egli fu quindi espulso dal suo precedente partito.
Nei mesi successivi, il BZÖ tentò di stabilire il proprio ruolo all'interno del panorama politico austriaco, ma con poco successo. Haider ed il suo nuovo partito mantennero l'accordo di coalizione con il Partito Popolare: questo portò a duri scontri politici con l'FPÖ. Sondaggi elettorali successivi segnalarono che entrambi i partiti stavano perdendo consensi, e rischiavano di non raggiungere la soglia critica del 4 % dei voti per poter essere rappresentati in parlamento.
Nelle elezioni parlamentari del 2008 il BZÖ ebbe invece un clamoroso successo (il 10,7 % dei voti, mentre il FPÖ raggiunse il 17,5 %), riportando così Haider nel pieno della scena politica nella fase dei negoziati per la formazione del nuovo governo.

### La morte
Haider morì l'11 ottobre del 2008 all'1:15 del mattino in un incidente d'auto a Lambichl (una frazione di Köttmannsdorf, in Carinzia), mentre tornava da una festa organizzata in occasione della presentazione di una nuova rivista carinziana avvenuta in una discoteca della cittadina di Velden.
La Volkswagen Phaeton di servizio che guidava, senza altri occupanti, sbandò per l'alta velocità mentre compiva un sorpasso alla velocità di 142 km/h (su un tratto limitato a 70), si ribaltò e finì fuori strada, urtando due segnali e un pilone in cemento. Gli accertamenti hanno successivamente rilevato che al momento dell'incidente Haider aveva nel sangue un tasso alcolemico di 1,8 grammi per litro (contro un limite di legge di 0,5).
Il 24 ottobre la moglie Claudia diede disposizioni per il blocco della cremazione del corpo per fare ulteriori accertamenti sulle cause del decesso. Nell'aprile successivo le autorità austriache chiusero formalmente l'inchiesta sulla morte del politico, escludendo le ipotesi di malori e complotti. La famiglia di Haider, in occasione del funerale, chiese pubblicamente che non intervenissero gruppi e persone nostalgici del nazismo e del fascismo e che non venissero manifestati sentimenti razzisti, per evitare equivoci e polemiche e perché non graditi alla famiglia e al partito.

## Famiglia e vita privata
Haider si sposò con Claudia Hoffman il 1º maggio 1976. Dalla donna ebbe due figlie, Ulrike Haider-Quercia (moglie dell'analista politico italiano Paolo Quercia) e Cornelia Haider-Mathis.
Il padre, Robert Haider, si unì alla Hitler Jugend nel 1929 e pochi anni dopo entrò a far parte del Partito Nazionalsocialista Tedesco dei Lavoratori, venendo per questo arrestato, poiché in Austria il partito nazista era stato dichiarato illegale agli inizi degli anni trenta. In seguito, Robert Haider emigrò in Germania, dove si unì all'esercito tedesco. Secondo alcuni la militanza politica del padre avrebbe influenzato direttamente la formazione ideologica di Jorg Haider, in particolare per quanto riguarda l'aspetto dell'antisemitismo.
Haider era proprietario di una grande tenuta a sud di Klagenfurt, la "valle degli orsi", donata dal ricco zio Willi Webhofer, che finanziò anche la carriera politica iniziale del nipote; la proprietà è stata al centro di una controversia in quanto sarebbe stata ottenuta da Webhofer tramite una forzata vendita a basso prezzo dalla precedente proprietaria ebrea, per ordine del governo nazista dopo l'Anschluss nel 1938. Una causa ha opposto Haider, che ha sostenuto di averla legittimamente ricevuta dallo zio, alla figlia della vecchia proprietaria, che voleva ottenere un prezzo più alto come risarcimento. Il prezzo dell'epoca (300.000 marchi, circa 1 milione di euro) fu dal tribunale giudicato equo negli anni 2000, avendo la madre della donna ricevuto anche un rimborso in quanto sopravvissuta alla shoah. 
Haider è sepolto proprio nella valle di sua proprietà.

### Controversia sull'orientamento sessuale
Poco dopo la morte, cominciarono a susseguirsi voci su una presunta omosessualità di Haider. In particolare, Stefan Petzner, designato dallo stesso Haider come successore alla presidenza del BZÖ, definì il suo rapporto con Haider come qualcosa che "andava ben oltre la semplice amicizia".
Petzner lo definì anche come "l'uomo della sua vita" (Lebensmensch in lingua tedesca, un termine che può implicare sia una relazione intima, sia il rapporto che si instaura tra mentore e allievo). L'Associated Press riporta il commento di Petzner in maniera seguente: "Io e Jörg eravamo connessi da qualcosa di veramente speciale. Era l'uomo della mia vita, gli volevo bene, era il mio migliore amico". Le dichiarazioni di Petzner, in ogni caso, rinvigorirono le dicerie sulla presunta omosessualità di Haider. Il politico austriaco, infatti, già un decennio prima era stato criticato per essersi circondato di giovani uomini all'interno del partito, che veniva infatti definito "Il partito dei ragazzi di Haider".
Nell'ottobre del 2009, la vedova di Haider vinse una causa contro il quotidiano Bild, che aveva pubblicato un'intervista con un uomo che dichiarava di essere stato per anni l'amante di Haider. La corte, constatata la violazione della privacy di Haider, minacciò una sanzione pecuniaria fino a 100.000 € per qualunque organo di stampa che dichiarasse o diffondesse notizie riguardo all'omosessualità o la bisessualità di Haider o al fatto che avesse avuto un amante.